# New York Giants 2021
La stagione 2021 dei New York Giants è stata la 97ª della franchigia nella National Football League e la seconda e ultima con Joe Judge come capo-allenatore. La squadra mancò l'accesso ai playoff per il quinto anno consecutivo dopo una sconfitta nella settimana 16 contro i Philadelphia Eagles. A fine stagione, il general manager Dave Gettleman annunciò il suo ritiro mentre Joe Judge fu licenziato.

## Scelte nel Draft 2021
| Scelte dei Giants nel Draft 2021 |        |                   |       |                |
| Giro                             | Scelta | Giocatore         | Ruolo | College        |
| 1                                | 20     | Kadarius Toney    | WR    | Florida        |
| 2                                | 50     | Azeez Ojulari     | LB    | Georgia        |
| 3                                | 71     | Aaron Robinson    | CB    | UCF            |
| 4                                | 116    | Elerson Smith     | LB    | Northern Iowa  |
| 6                                | 196    | Gary Brightwell   | RB    | Arizona        |
| 6                                | 201    | Rodarius Williams | CB    | Oklahoma State |

## Roster
| Roster dei New York Giants nel 2021 |
| --- |
| Quarterback - 2 Mike Glennon - 8 Daniel Jones Running Back - 26 Saquon Barkley - 28 Devontae Booker - 37 Gary Brightwell - 36 Cullen Gillaspia FB - 39 Elijhaa Penny FB Wide Receiver - 18 C.J. Board - 19 Kenny Golladay - 15 Collin Johnson - 3 Sterling Shepard - 86 Darius Slayton - 89 Kadarius Toney Tight End - 88 Evan Engram - 80 Kyle Rudolph - 82 Kaden Smith Offensive Linemen - 68 Ben Bredeson G - 65 Nick Gates C - 71 Will Hernandez G - 66 Shane Lemieux G - 74 Matt Peart T - 69 Billy Price C - 76 Nate Solder T - 78 Andrew Thomas T Defensive Linemen - 98 Austin Johnson NT - 91 Raymond Johnson DE - 97 Dexter Lawrence DE - 75 Danny Shelton NT - 99 Leonard Williams DE Linebacker - 47 Cam Brown OLB - 59 Lorenzo Carter OLB - 49 Carter Coughlin ILB - 48 Tae Crowder ILB - 46 Justin Hilliard ILB - 54 Blake Martinez ILB - 51 Azeez Ojulari OLB - 55 Reggie Ragland ILB - 93 Quincy Roche OLB - 53 Oshane Ximines OLB Defensive Back - 34 Sam Beal CB - 24 James Bradberry CB - 37 Keion Crossen CB - 30 Darnay Holmes CB - 22 Adoree' Jackson CB - 27 Josh Jackson CB - 20 Julian Love SS - 29 Xavier McKinney FS - 21 Jabrill Peppers SS - 23 Logan Ryan FS - 25 Rodarius Williams CB Special Team - 9 Riley Dixon P - 5 Graham Gano K - 58 Casey Kreiter LS Lista delle riserve - 35 T.J. Brunson ILB (IR) - 44 Rysen John TE (IR) - 39 Joshua Kalu SS (IR) - 69 Ted Larsen G (IR) - 81 Austin Mack WR (IR) - 60 Kyle Murphy G (IR) - 33 Aaron Robinson CB (PUP) - 12 John Ross WR (IR) - 58 Elerson Smith OLB (IR) - 85 Levine Toilolo TE (IR) - 28 Quincy Wilson FS (IR) Squadra di allenamento - 72 Jackson Barton OT - 83 Matt Cole WR - 93 Trent Harris OLB - 49 Jake Hausmann TE - 90 Willie Henry DE - -- Ryan Izzo TE - 57 Niko Lalos OLB - 6 Brian Lewerke QB - 96 David Moa DE - 41 Chris Myarick TE - 31 Jordyn Peters SS - 13 Dante Pettis WR - 34 Sandro Platzgummer RB - 84 David Sills WR - 67 Matt Skura C - 79 Kenny Wiggins G - -- Dexter Williams RB 53 attivi, 11 inattivi, 16 nella squadra di allenamento |
| Legenda - I rookie sono in corsivo. - Il primo ruolo è il principale mentre gli eventuali successivi indicano i ruoli secondari. - (IR) sta per Injured Reserve ed indica la lista ristretta per un solo giocatore infortunato che può tornare ad allenarsi dopo la settimana 6 e a rientrare in prima squadra dopo che questa ha giocato 8 partite. - (NF-Inj.) / (NF-Ill.) stanno rispettivamente per Non-Football Injured e Non-Football Illness ed indicano le liste dove viene inserito un giocatore che ha un infortunio o una malattia non dipendente dal football americano. - (PUP) sta per Physically Unable to Perform ed indica la lista dove viene inserito un giocatore mentre è in attesa di recuperare la condizione fisica. Nella stagione regolare dopo la sesta partita giocata dalla propria squadra, il giocatore ha tempo tre settimane per riprendere ad allenarsi, più tre settimane aggiuntive dal suo rientro agli allenamenti per rientrare in prima squadra. |

## Calendario
| Stagione regolare |                    |                             |                    |                    |                         |                    |
| Turno             | Data               | Avversario                  | Risultato          | Record             | Stadio                  | Sintesi            |
| 1                 | 12 settembre       | Denver Broncos              | S 13–27            | 0–1                | MetLife Stadium         | Recap              |
| 2                 | 16 settembre       | at Washington Football Team | S 29–30            | 0–2                | FedExField              | Recap              |
| 3                 | 26 settembre       | Atlanta Falcons             | S 14–17            | 0–3                | MetLife Stadium         | Recap              |
| 4                 | 3 ottobre          | at New Orleans Saints       | V 27–21 (dts)      | 1–3                | Caesars Superdome       | Recap              |
| 5                 | 10 ottobre         | at Dallas Cowboys           | S 20–44            | 1–4                | AT&T Stadium            | Recap              |
| 6                 | 17 ottobre         | Los Angeles Rams            | S 11–38            | 1–5                | MetLife Stadium         | Recap              |
| 7                 | 24 ottobre         | Carolina Panthers           | V 25–3             | 2–5                | MetLife Stadium         | Recap              |
| 8                 | 1º novembre        | at Kansas City Chiefs       | S 17–20            | 2–6                | Arrowhead Stadium       | Recap              |
| 9                 | 7 novembre         | Las Vegas Raiders           | V 23–16            | 3–6                | MetLife Stadium         | Recap              |
| 10                | Settimana di pausa | Settimana di pausa          | Settimana di pausa | Settimana di pausa | Settimana di pausa      | Settimana di pausa |
| 11                | 22 novembre        | at Tampa Bay Buccaneers     | S 10–30            | 3–7                | Raymond James Stadium   | Recap              |
| 12                | 28 novembre        | Philadelphia Eagles         | V 13–7             | 4–7                | MetLife Stadium         | Recap              |
| 13                | 5 dicembre         | at Miami Dolphins           | S 9–20             | 4–8                | Hard Rock Stadium       | Recap              |
| 14                | 12 dicembre        | at Los Angeles Chargers     | S 21–37            | 4–9                | SoFi Stadium            | Recap              |
| 15                | 19 dicembre        | Dallas Cowboys              | S 6–21             | 4–10               | MetLife Stadium         | Recap              |
| 16                | 26 dicembre        | at Philadelphia Eagles      | S 10–34            | 4–11               | Lincoln Financial Field | Recap              |
| 17                | 2 gennaio          | at Chicago Bears            | S 3–29             | 4–12               | Soldier Field           | Recap              |
| 18                | 9 gennaio          | Washington Football Team    | S 7–22             | 4–13               | MetLife Stadium         | Recap              |

Note: gli avversari della propria division sono in grassetto.

## Premi

### Premi settimanali e mensili
- Daniel Jones:

giocatore offensivo della NFC della settimana 4
- Graham Gano:

giocatore degli special team della NFC della settimana 7
- Xavier McKinney:

difensore della NFC della settimana 9